# Kahlengebirge

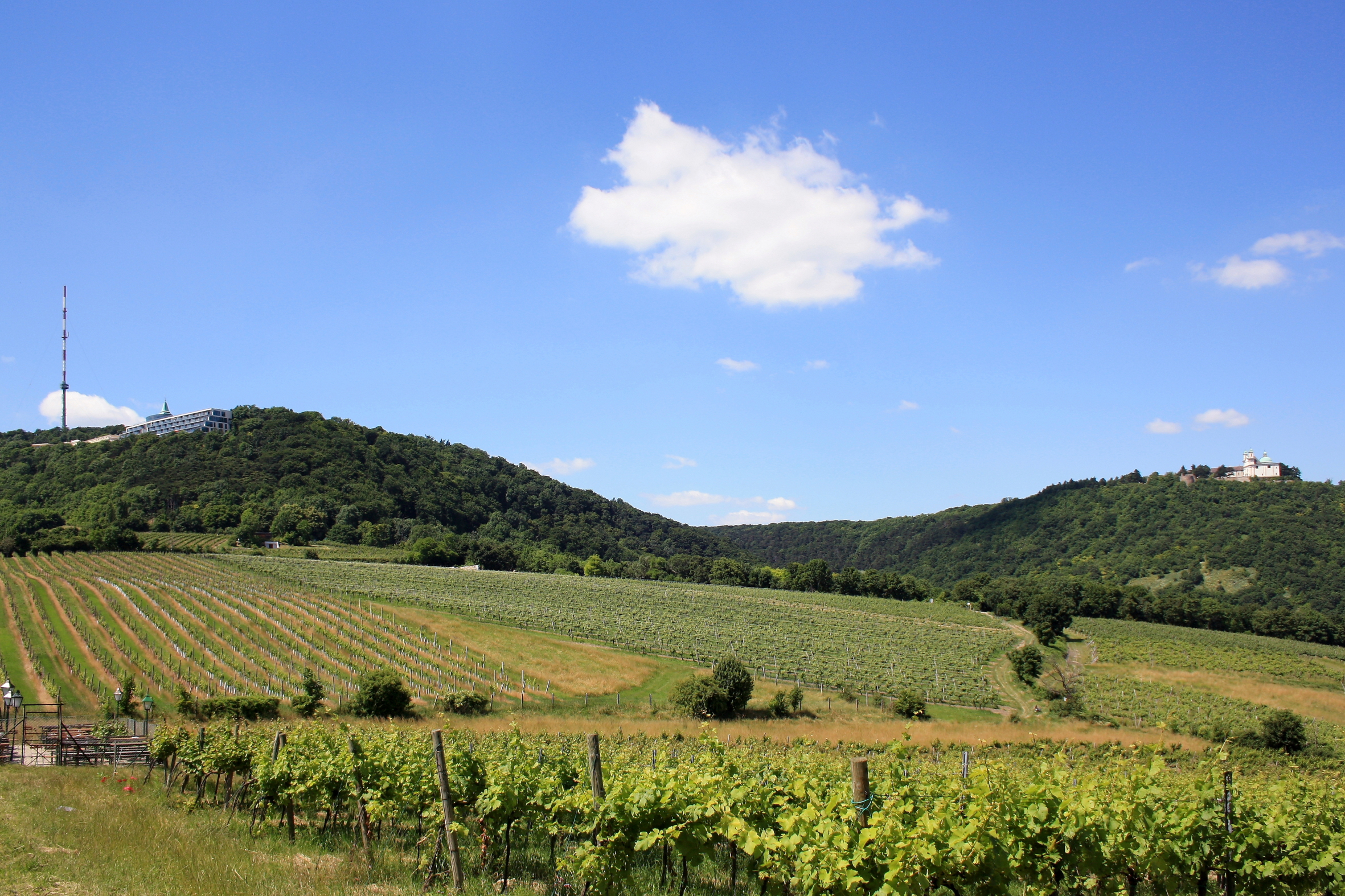
Die Ostseite des Kahlengebirges. Links der Kahlenberg mit dem Sender Kahlenberg, dem Gebäude der Modul University Vienna sowie dem Apartment- und Hotelgebäude, rechts der Leopoldsberg mit der Kirche St. Leopold, der Leopoldsburg und dem Heimkehrer-Gedächtnismal.

Das Kahlengebirge ist ein Höhenzug im nördlichen Wienerwald und der nordöstlichste Ausläufer der Ostalpen, der bis an die Donau reicht.
Die großteils bewaldete Hügelkette umfasst von West nach Ost die Berge Hermannskogel, Vogelsangberg, Kahlenberg und den Leopoldsberg. Nach Norden wird die Hügelkette durch den Weidlingbach begrenzt und nach Westen durch den sogenannten Schützengraben. Die höchste Erhebung bildet der 544 m hohe Hermannskogel mit der Habsburgwarte. Vom östlichsten Berg, dem Leopoldsberg überblickt man drei europäische Gebirgssysteme: die Alpen, die Karpaten und das Böhmische Zentralmassiv.
Geologisch gehört das Kahlengebirge zu der Flyschzone, die aus Quarz- und Kalksandstein, Mergel und anderen Sedimenten zusammengesetzt ist.
Seit der Eingemeindung von Wiener Vororten im Jahr 1891 ist der Höhenrücken des Kahlengebirges die Grenze zwischen Wien und Niederösterreich (Klosterneuburg).

## Quelle
- Meyers Konversationslexikon, Vierte Auflage, 1885–1892, Band 9, Seite 392